# Jacobsonina parva
Jacobsonina parva är en kackerlacksart som beskrevs av Bei-Bienko 1970. Jacobsonina parva ingår i släktet Jacobsonina och familjen småkackerlackor.
Artens utbredningsområde är Vietnam. Inga underarter finns listade i Catalogue of Life.